# Joziratia breviclava
Joziratia breviclava är en skalbaggsart som beskrevs av Marc Lacroix 1993. Joziratia breviclava ingår i släktet Joziratia och familjen Melolonthidae. Inga underarter finns listade i Catalogue of Life.